# Тоже люди
«Тоже люди» — советский короткометражный фильм 1959 года, дипломная работа выпускника Высших режиссёрских курсов Георгия Данелии. Историческая киноновелла по отрывку из романа Л. Н. Толстого «Война и мир».

## Сюжет
Ночь, зимний лес, 1812 год. У костра сидят и едят кашу три русских солдата — молодой Залетаев, пожилой усач и средних лет рыжий. Залетаев придумывает, что он «самого Полеона два раза в плен брал». Старшие солдаты добродушно посмеиваются над ним и ложатся спать. Внезапно из-за кустов выходят двое озябших, голодных, босых французских военных, отбившихся от своей части. Упавшего в обморок офицера русские уносят к полковнику, а его продрогшего товарища кормят кашей и отпаивают водкой. Разогревшийся, полусонный, благодарный француз напевает песенку, Залетаев вторит ему. Француз-солдат засыпает прямо на его коленях. «Тоже люди!» — восклицает пожилой солдат и укрывает его мешком вместо одеяла. Залетаев смотрит на звёздное небо и радостно вздыхает.

## В ролях
- Лев Дуров — Залетаев, молодой солдат
- Манос Захариас — французский офицер
- Евгений Кудряшёв — солдат средних лет
- Всеволод Санаев — пожилой солдат
- Владимир Ферапонтов — французский солдат

## Съёмочная группа
- Режиссёр: Георгий Данелия
- Автор сценария: Георгий Данелия, автор оригинала: Лев Николаевич Толстой
- Оператор: Николай Олоновский
- Звукорежиссёр: Инна Зеленцова
- Художник-постановщик: Пётр Веременко
- Директор картины: М. Ятаков